# El Juicio de Paris (Simonet)
El Juicio de Paris (O Julgamento de Paris em) é uma pintura a óleo sobre tela  do mito grego, o Julgamento de Paris. Ela retrata as três deusas nuas e Paris decidindo a quem dar a maçã. Foi executada em 1904 por Enrique Simonet, um pintor espanhol, e é uma das muitas obras que retratam a cena. A composição tem 3,31 by 2,15 metros (10,9 pé × 7,1 pé) . É propriedade dos herdeiros de Simonet e está no Museu de Málaga. 